# Corinna spinifera
Corinna spinifera là một loài nhện trong họ Corinnidae.
Loài này thuộc chi Corinna. Corinna spinifera được Eugen von Keyserling miêu tả năm 1887.